# Tama (Iowa)
Tama é uma cidade localizada no estado americano de Iowa, no Condado de Tama.

## Demografia
Segundo o censo americano de 2000, a sua população era de 2731 habitantes.
Em 2006, foi estimada uma população de 2595, um decréscimo de 136 (-5.0%).

## Geografia
De acordo com o United States Census Bureau tem uma área de
8,2 km², dos quais 7,8 km² cobertos por terra e 0,4 km² cobertos por água. Tama localiza-se a aproximadamente 276 m acima do nível do mar.

## Localidades na vizinhança
O diagrama seguinte representa as localidades num raio de 20 km ao redor de Tama.